# Zasłonak krwawy

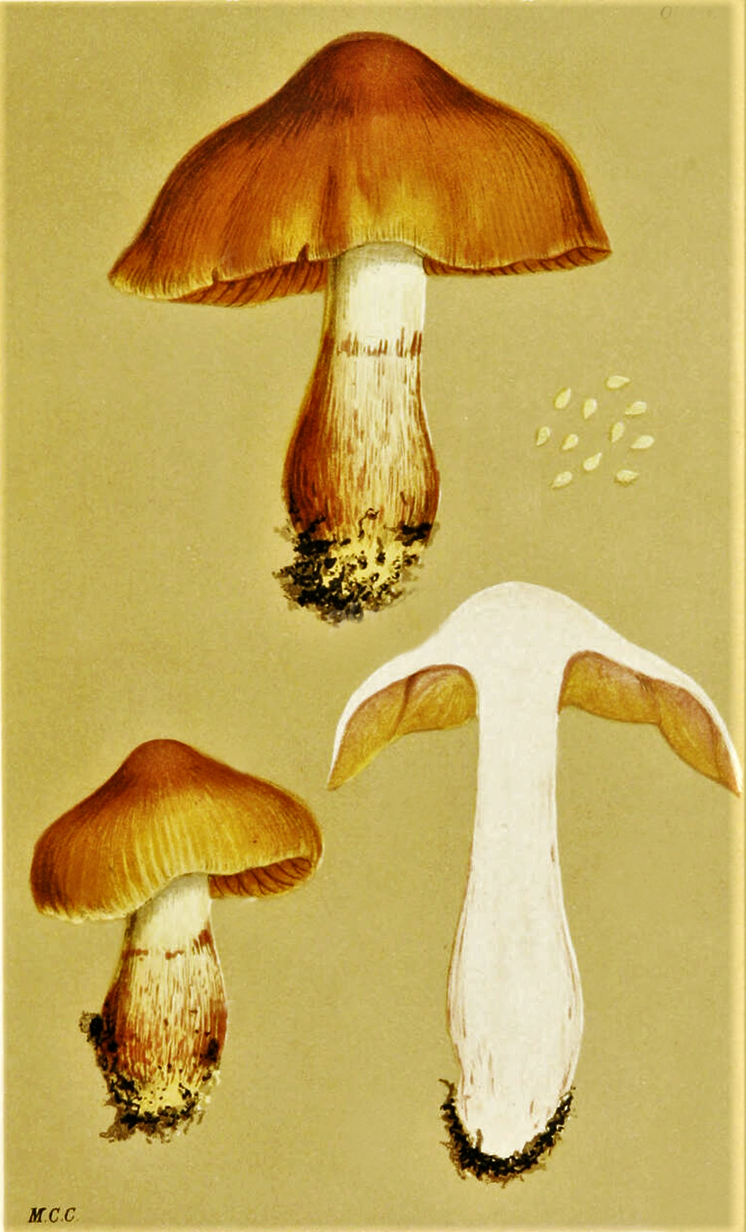

Zasłonak krwawy, zasłonak Bulliarda (Cortinarius bulliardii (Pers.) Fr.) – gatunek grzybów należący do rodziny zasłonakowatych (Cortinariaceae).

## Systematyka i nazewnictwo
Pozycja w klasyfikacji według Index Fungorum: Cortinarius, Cortinariaceae, Agaricales, Agaricomycetidae, Agaricomycetes, Agaricomycotina, Basidiomycota, Fungi.
Po raz pierwszy takson ten opisał w 1800 r. Christiaan Hendrik Persoon, nadając mu nazwę Agaricus bulliardii. Obecną, uznaną przez Index Fungorum nazwę nadał mu w roku 1838 Elias Fries. Ma 14 synonimów.
Franciszek Błoński w 1889 r. nadał mu polską nazwę zasłonak krwawy, Andrzej Nespiak w 1981 r. zmienił ją na zasłonak Bulliarda, Władysław Wojewoda w 2003 r. zarekomendował nazwę zasłonak krwawy.

## Morfologia
Kapelusz
Od 3 do 7 cm średnicy, początkowo wypukły z brodawką, następnie kapelusz i brodawka rozszerzają się. Ma czerwonawo-brązowy kolor, ponieważ jest higrofaniczny – ciemnieje pod wpływem wilgoci i rozjaśnia się pod wpływem suszy, zawsze zachowując jaśniejsze krawędzie.
Blaszki
Łuskowato-lepkie, szerokie, początkowo purpurowe lub czerwonawe, potem czerwonobrązowe lub cynamonowe z jaśniejszym brzegiem.
Trzon
Cylindryczny, o grubszej podstawie, czerwono-pomarańczowy lub cynobrowy u dołu i białawy u góry.
Miąższ
Zwarty, białawo-liliowy lub białawo-różowy, u podstawy trzonu czerwony. Nie ma wyraźnego zapachu ani smaku.
Podobne gatunki
Brak, ze względu na charakterystyczne cechy morfologiczne.

## Występowanie i siedlisko
Występuje w Europie. W Polsce W. Wojewoda w 2003 r. przytoczył 7 stanowisk, w następnych latach podano następne.
Grzyb naziemny. Pojawia się późnym latem i jesienią, w wilgotnych lasach liściastych, szczególnie pod bukami, leszczynami i dębami.

## Znaczenie
Grzyb niejadalny.